# Neringa
Neringa is een gemeente in de provincie Klaipėda in Litouwen. Het ligt op de landtong de Koerse Schoorwal. In het oosten ligt de Koerse Haf en in het westen de Oostzee.
Het is qua bevolking de kleinste gemeente van het land. De gemeente is een populaire vakantiebestemming en heeft een buurtschap, Alksnynė, en vier dorpen: Nida, Preila, Pervalka en Juodkrantė. Ten zuiden van Nida ligt de grens met het Russische Oblast Kaliningrad. Aan die kant is de schoorwal verbonden met het vasteland. Ten noorden van Alksnynė ligt het dorpje Smiltynė, dat bij de gemeente Klaipėda hoort. Smiltynė en Klaipėda zijn door een veerdienst verbonden.
De gemeente is de enige in Litouwen die niet genoemd is naar een dorp of stad. De naam Neringa is afkomstig uit het Sovjettijdperk en staat voor de naam van een meisje uit een legende die een rol speelde in het ontstaan van het Koerse Haf. De hele gemeente Neringa is een nationaal park dankzij het duin- en boslandschap, dat op de Werelderfgoedlijst van de UNESCO staat. In de buurt van het plaatsje Juodkrantė vindt men een grote broedplaats voor aalschovers.
Het aantal inwoners bedroeg 2.570 bij de volkstelling van 2011.